# (307251) 2002 KW14
(307251) 2002 KW14 est un transneptunien faisant partie des cubewanos, de magnitude absolue 5,6.
Son diamètre est estimé à 320 km, ce qui le qualifie comme un candidat au statut de planète naine.